# 미셸 제너커
미셸 "셸리" 제너커(영어: Michelle "Shelly" Jenneke /ˈdʒɛnəkə/, 1993년 6월 23일 ~ )는 오스트레일리아의 허들 선수이자 모델이다. 2010년 하계 청소년 올림픽 여자 100m 허들에서 은메달을 획득했으며 2016년 오스트레일리아 육상 선수권 대회를 통해 2016년 하계 올림픽 출전 자격을 획득했다. 2012년에는 허들 경기에 앞서 가진 준비 운동 동작이 인터넷에서 화제가 되면서 전 세계 언론의 주목을 받았고 2013년에는 스포츠 일러스트레이티드 수영복 특집에 출연하기도 했다.

## 생애 초반과 교육
제너커는 오스트레일리아 뉴사우스웨일스주 켄트허스트에서 태어나서 시드니에 위치한 더 힐스 그래머 스쿨을 졸업했다. 시드니 대학교에서 기계공학과 전기공학을 전공하고 메카트로닉스 학위를 받았다. 제너커는 언론과의 인터뷰에서 오스트레일리아인들이 오스트레일리안 풋볼, 축구, 전지형차, 나무 타기, 핸드볼을 규칙적으로 하는 취미에 대해 설명했다.

## 경력
제너커는 10세 시절부터 체리브룩 육상 클럽에서 믹 지스티 감독과 함께 훈련을 받으면서 허들 선수가 되었다. 제너커는 오스트레일리아 캔버라에서 열린 2008년 퍼시픽 스쿨 게임에 90m와 200m 허들에서 참가했다.
제너커는 2010년 3월에 100m 허들에서 1위를 차지하면서 2010년 오스트레일리아 주니어 육상 선수권 대회에서 여자 스프린트 계주 기록을 갱신했다. 2010년 7월에 싱가포르에서 열린 2010년 하계 청소년 올림픽에서는 오스트레일리아 대표로 참가하여 여자 100m 허들과 계주 종목에 참가했다. 허들에서는 13.46초를 기록하여 은메달을 차지하면서 개인 최고 기록을 차지했고 계주에서는 4위를 차지했다. 제너커의 메달은 오스트레일리아가 청소년 올림픽 육상에서 최초로 획득한 메달이기도 하다.
제너커는 2011년에 뉴질랜드에서 열린 쿡스 클래식에 참가했다. 제너커는 2011년 오스트레일리아 주니어 육상 선수권 대회 20세 이하 그룹에서 허들 1위를 차지했다. 제너커는 2011년 4월에 열린 제89회 오스트레일리아 육상 선수권 대회에 참가했고 100m 허들에서 세계 챔피언인 샐리 피어슨에 이어 3위를 차지했다.
제너커는 2012년 7월 15일에 스페인 바르셀로나에서 열린 2012년 IAAF 세계 주니어 육상 선수권 대회 100m 허들 경기에서 5위를 차지했다. 대회가 끝난 이후에 그가 출전한 100m 허들 동영상이 동영상 공유 사이트에 게시되어 전 세계적으로 제너커의 인지도를 높였다. 제너커는 영국 글래스고에서 열린 2014년 코먼웰스 게임에서 오스트레일리아 대표로 참가했다. 해당 대회의 최연소 참가자였던 제너커는 100m 허들에서 13.36초를 기록하면서 5위를 차지했는데 오스트레일리아 역사상 2번째로 빠른 여자 100m 허들 기록을 세웠다.
제너커의 개인 최고 기록은 2015년 3월 29일에 퀸즐랜드주 브리즈번에서 열린 오스트레일리아 육상 선수권 대회에서 기록한 12.82초이다. 제너커는 해당 대회에서 2위를 차지하면서 중국 베이징에서 열린 2015년 세계 육상 선수권 대회 출전 자격을 획득했다. 예선을 통과한 제너커는 준결승전에 6위를 차지하면서 종합 18위를 기록했다.
제너커는 2016년 3월에 미국 오리건주 포틀랜드에서 열린 세계 실내 육상 선수권 대회에서 오스트레일리아 대표로 출전하여 10위를 기록했다. 같은 해 4월에 열린 오스트레일리아 육상 선수권 대회에서는 100m 허들에서 12.93초를 기록하면서 2016년 리우데자네이루 하계 올림픽 출전 자격을 획득했다. 제너커는 같은 해 8월에 올림픽 육상 허들 100m 예선에서 6위를 차지하면서 탈락했는데 최고 기록은 13.26초였다. 크레이그 힐리어드 오스트레일리아 육상 국가대표 감독은 그의 경기력에 대해 비판적이었다. 제너커는 오스트레일리아 웨스턴오스트레일리아주 퍼스에서 열린 오스트레일리안 유니버시티 게임에 참가하여 100m에서 결승전에 진출했다. 멀리뛰기에서는 5.61초로 2위를 차지했고 110m 허들에서 14.19초로 2위를 차지했다.
제너커는 2017년 8월에 영국 런던에서 열린 열린 세계 육상 선수권 대회에서 예선을 통과했으나 결선에서 13.25초를 기록하면서 7위에 그쳤다. 영국 방송 협회(BBC)는 경기 마지막 날 저녁에 대회 몽타주에서 제너커와 그의 워밍업을 등장시켰다. 오스트레일리아 골드코스트에서 열린 2018년 코먼웰스 게임에서는 예선에서 12.99초를 기록했으나 결선에서 13.07초를 기록하면서 4위에 그쳤다.

## 미디어에서의 등장
제너커가 2012년 7월에 세계 주니어 육상 선수권 대회 100m 허들 경기에 앞서 준비 운동을 하는 장면이 유튜브를 통해 화제가 되었다. 한 동영상은 다음 주까지 조회수 1,900만 건을 기록했으며 미국 NBC의 심야 토크 쇼 프로그램인 더 투나잇 쇼에 출연했다.
제너커는 웹사이트 더 치브(The Chive)에서 제작한 영원한 혼자서 만난 미셸 제너커(Meets Alone Meets Michelle Jenneke)라는 짧은 코미디 비디오에 출연하여 자신이 등장하는 동영상을 언급했다. 이 동영상은 2014년까지 유튜브에서 1,000만 건이 넘는 조회 수를 기록했다.
제너커는 2013년 1월에 애스크맨(AskMen)에서 선정한 가장 바람직한 여성 99명에 대한 명단에서 10위에 올랐다. 또한 2013년 스포츠 일러스트레이티드 수영복 특집에 출연하기도 했다.
제너커는 2014년에 미셸 제너커와 함께 하는 스트레칭(Stretch with Michelle Jenneke)이라고 불리는 스트레칭 기술에 대한 비디오 중심의 모바일 컴퓨팅 앱에 등장했다. 제너커는 같은 해 톱 기어 시드니 페스티벌에서 닛산 GT-R를 타고 경주에 참여했다.